# 1377
Пізнє Середньовіччя •  Відродження •  Реконкіста •  Ганза •  Столітня війна •  Монгольська імперія

## Геополітична ситуація
Державу османських турків очолює султан Мурад I (до 1389). Імператором Візантії є Андронік IV Палеолог (до 1379). Карл IV Люксембург має титул імператора Священної Римської імперії (до 1378). У Франції королює Карл V Мудрий (до 1380).
Апеннінський півострів розділений: північ належить Священній Римській імперії, середню частину займає Папська область, південь належить Неаполітанському королівству. Деякі міста півночі: Венеція, Піза, Генуя тощо, мають статус міст-республік. Триває боротьба гвельфів та гібелінів.
Майже весь Піренейський півострів займають християнські Кастилія і Леон, де править Енріке II (до 1379), Арагонське королівство та Португалія під правлінням Фернанду I (до 1383). Під владою маврів залишилися тільки землі на самому півдні.
Річард II править в Англії (до 1400). Королем Швеції є Альбрехт Мекленбурзький (до 1389). У Польщі та Угорщині королює Людвік I Великий (до 1382). У Литві княжить Ягайло (до 1381).
Руські землі перебувають під владою Золотої Орди. Триває війна за галицько-волинську спадщину між Польщею та Литвою. Намісником Галичини є Владислав Опольчик.
У Києві княжить Володимир Ольгердович (до 1394). Володимирське князівство очолює московський князь Дмитро Донський.
Монгольська імперія займає більшу частину Азії, але вона розділена на окремі улуси. На заході євразійських степів править Золота Орда, що переживає період Великої Зам'ятні. У Семиріччі владу утримує емір Тамерлан. Іран роздроблений, окремі області в ньому контролюють родини як монгольського, так і перського походження.
У Єгипті владу утримують мамлюки, а Мариніди у Магрибі. У Китаї править династії Мін. Делійський султанат є наймогутнішою державою Індії. В Японії триває період Муроматі.
Цивілізація мая переживає посткласичний період. У долині Мехіко склалася цивілізація ацтеків. Почала зароджуватися цивілізація інків.

## Події
- Великим князем Литовським після смерті Ольгерда став Ягайло.
- Захоплення Польщею Белзу і Холму та навколишніх земель.
- Руське військо зазнало поразки від ординців у битві на річці П'яна, назва якої походить від цієї події — полки князя Івана Дмитровича були під сильним впливом алкоголю. Ординці пограбували Рязань і Нижній Новгород.
- Князем Волощини став Раду I.
- В Європу знову повернулася чума.
- 17 січня, остерігаючись втратити владу в Папській області й користуючись послабленям Франції, папа Григорій XI відгукнувся на заклик Катерини Сієнської і повернувся з Авіньйона (Південна Франція) до Рима. Закінчився так званий Авіньйонський полон пап, що розпочався 1309 року перенесенням папської резиденції з Рима на територію наймогутнішої католицької держави.
- У лютому папський представник у Північній Італії Роберт Женевський вирізав 4 тисячі противників папи в Чезені.
- У травні численні заворушення в Римі змусили папу Григорія XI тимчасово повернутися до Авіньйона.
- 22 травня папа Григорій XI опублікував 5 булл, що засуджували погляди англійського проповідника Джона Вікліфа.
- З 27 січня по 2 березня в Англії засідав Поганий парламент, що звів нанівець зроблене Добрим парламентом 1376 року.
- Після смерті Едуарда III англійським королем короновано Річарда II. Через малоліття короля практичну владу зосередив у своїх руках Джон Гонт.
- У Столітній війні настало перемир'я до 1404 року.
- Твртко I короновано королем Сербії та Боснії.
- Тамерлан послав Тохтамиша проти Золотої Орди, але той зазнав невдачі.
- На Суматрі зазнало невдачі повстання проти Меджепегіт.
- Гру в карти заборонено в Кастилії, Флоренції та Базелі.

## Померли
- 21 червня — На 65-у році життя помер Едуард III, король Англії з 1327.